# Taylor Guitars
Taylor Guitars è un'azienda che produce chitarre acustiche, semiacustiche e elettriche,
fondata da Bob Taylor e Kurt Listug nel 1974 a El Cajon, nella Contea di San Diego, in California.

## Storia

### Anni '70 - gli inizi
Nel 1973, all'età di 18 anni, Bob Taylor inizia a lavorare per American Dream a San Diego, in un laboratorio che produceva chitarre, proprietà di un certo Sam Radding, presso il quale lavorava già Kurt Listug. Quando Radding decise di vendere l'attività nel 1974, Taylor, Listug e Steve Schemmer comprano American Dream e la rinominano in Westland Music Company.

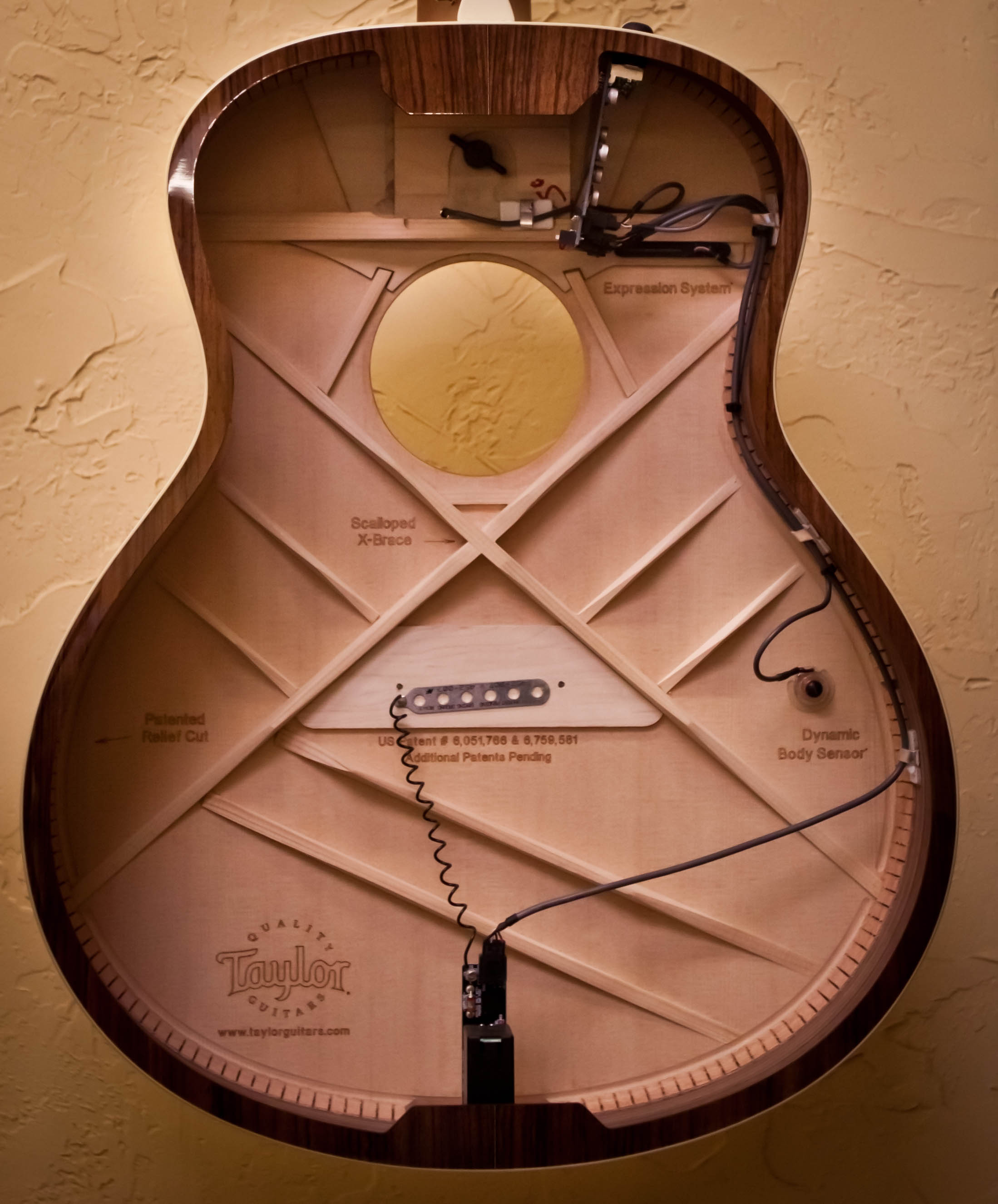
Particolare dell'incatenatura ad "X" della tavola armonica e sistema di amplificazione "Taylor Expression System (TES)"

Necessitando di un logo più compatto, vista l'impossibilità di non poter più utilizzare il marchio American Dream, cambiano il nome in Taylor in quanto più americano rispetto a Listug, relativamente facile da intarsiare sulla paletta e anche perché, secondo quanto affermato da Kurt Listug, Taylor era l'unico dei tre veramente in grado di costruire una chitarra. Listug diventò il businessman della compagnia mentre Taylor era responsabile di design e produzione.
Cominciarono a costruire le prime chitarre sui progetti di Sam Radding: Le Jumbo solitamente con fondo e fasce in acero, Le Dreadnought in palissandro brasiliano oppure con cassa più sottile in noce. Taylor comincia proprio in questo periodo a lavorare su un progetto di innesto del manico a coda di rondine avvitato alla cassa.
Nel 1975 la Westland Music Company produce trentasei chitarre, un numero troppo basso per mantenere i tre produttori e dipendenti e quindi decidono di licenziare i dipendenti e cambiare metodo di vendita.
Nel 1976, l'azienda cambia il suo nome in Taylor Guitars e Taylor, Listug e Schemmer decidono di iniziare a distribuire le loro chitarre nei negozi. A questi piacciono le chitarre Taylor, ma vogliono più modelli disponibili e quindi aggiungono nel 1977  la serie 900 con fondo e fasce in acero occhiolinato e la serie 700 in palissandro brasiliano.

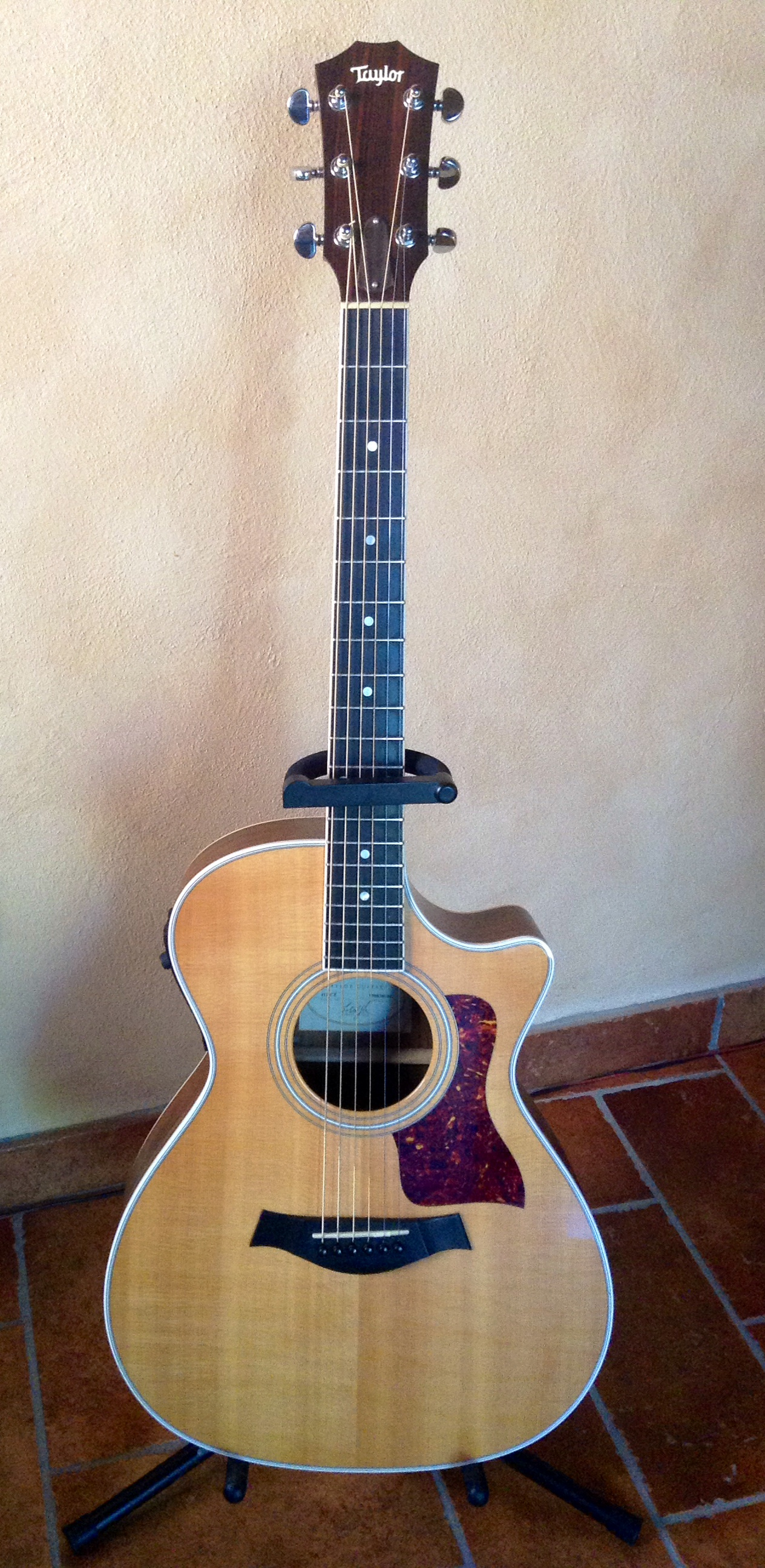
Chitarra Taylor 412 CE del 1999 con fondo e fasce satinate in Ovangkol, tavola in abete lucido, ponte e tastiera in ebano e manico in Mogano

Nel 1978 la Taylor Guitar produce 449 chitarre più del doppio dell'anno prima. Mette in produzione anche la serie 500 con fasce e fondo in Mogano e la serie 600 con cassa in mogano scurito e tastiera in ebano. Neil Young proprio in questo anno acquista una 855, un modello già affermato costruito anni prima, diventando il musicista più famoso ad utilizzare chitarre Taylor.

### Anni '80 - Periodo buio per le acustiche
Nel 1981, per far fronte alle difficoltà economiche, Taylor Guitars chiese un prestito bancario per acquistare l'attrezzatura.
Agli inizi degli anni '80 le chitarre acustiche subiscono un calo di vendita ma Taylor riesce a rimanere sul mercato proponendo a Prince una Taylor jumbo a dodici corde in acero, colorata di viola. A Prince piace, compra la chitarra e decide di utilizzarla nel video della canzone Raspberry Beret.
Nel 1986 Taylor comincia a costruire la serie 900 in palissandro, inizialmente questa serie presentava fasce e fondo in acero che da questo anno vennero eliminate dal catalogo.
Nel luglio del 1987 la azienda si sposta a Santee, in California e nel 1989 Bob Taylor compra la sua prima macchina computerizzata a controllo numerico (CNC). Utilizzata inizialmente per i tagli nella tastiera per incastrare i tasti e sagomare le tastiere e successivamente utilizzata per i ponti, e sagomare i manici negli incastri con la cassa.

### Anni '90 - La ripresa
La nuova fabbrica Taylor ingrana con le vendite e quindi nel 1990 aggiungono anche la produzione di custodie proprie. Nel 1991 introducono la serie 400 sia in mogano (410,412) che palissandro (420,422). In questo anno, anche grazie al nuovo modello introdotto, Taylor supera i 48000 strumenti l'anno. Data la grande produzione raggiunta decidono di spostare di nuovo la produzione e nell'agosto del 1992 inaugurano un nuovo stabilimento di 2300 metri quadrati a El Cajon, in California. 

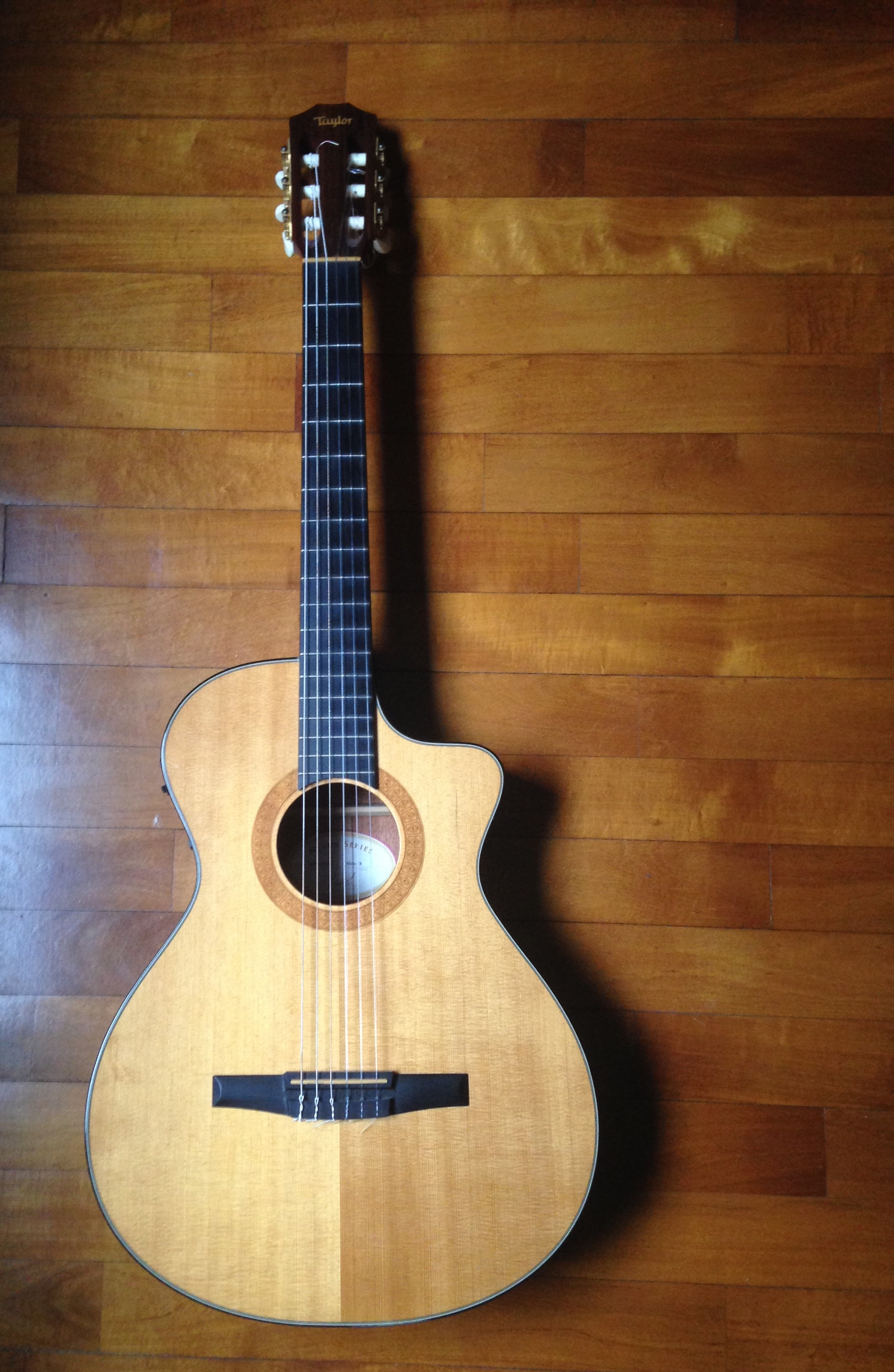
Taylor NS32-CE del 2005 con fondo e fasce satinate in Mogano, tavola in abete, ponte e tastiera in ebano e manico in Mogano

Nel 1994 viene lanciato il nuovo modello "Grand Auditorium", prima in edizione limitata e dopo due anni entrata pienamente nel catalogo ufficiale. Sempre in questi anni viene introdotto il basso acustico e la "Baby". Praticamente lo strumento più grande e quello più piccolo della produzione.
La Baby è una chitarra 3/4 con cassa in laminato e tavola in abete massello. È utilizzata dai bambini fino a 10 anni e apprezzata dagli adulti come chitarra da viaggio. A questa versione, negli anni, si aggiunge una Big Baby in stile dreadnought e di misura 15/16.
Nel 1998 vengono rimaneggiati alcuni modelli: la serie 400 presenta una tavola armonica in Abete, con finitura lucida e con fasce e fondo satinati, utilizzando il legno Ovangkol al posto del Mogano o Palissandro come prima. Per le tavole della serie 700 viene utilizzato il Cedro al posto dell'Abete. Le palette di tutte le serie vengono riprogettate con i lati più ricurvi e le dreadnought vengono prodotte con linee delle casse più arrotondate. Viene riprospettato anche l'innesto del manico nella cassa con un nuovo sistema battezzato come New-Tech (NT).

### Anni 2000 - I grandi numeri
Nel 2000 la Taylor raggiunge 50.000 chitarre l'anno, fra i quali tanti modelli signature con edizioni limitate come la "Pelican", la DDSM Doyle Dikes, la Taylor KLSM Kenny Loggins, la JD22 John Denver.
Nel 2002 inizia la produzione di strumenti classici, con corde in Nylon, anche con spalla mancante. Si basano sul modello Grand Concert ma con fasce profonde come la dreadnought e con tastiera leggermente bombata.
Nel 2003 viene introdotto il nuovo sistema per amplificare gli strumenti, il Taylor Expression System (TES). Utilizzato inizialmente per la nuova serie 100, più economica e pensata come entry-level.
Nel 2008 Taylor Guitars conta più di 550 impiegati. L'azienda ha sede a El Cajon, in California, e distribuisce a livello mondiale. Un secondo stabilimento è stato aperto a 40 miglia da Tecate, dove vengono prodotti i modelli più economici.

## Metodo di denominazione
Taylor inventa anche un sistema di classificazione numerica a tre cifre per indicare i modelli e lo stile.
- La prima cifra indica il tipo di legno utilizzato per fasce e fondo, per esempio: il numero 1- indica la serie con fondo e fasce in Sapele Laminato, 2- Palissandro Laminato; 3- indica Sapele massello, 4- Ovangkol massello, 5- Mogano massello, 6- Acero massello (con le sue varie grane e venature) e 7- 8- 9- Palissandro massello (la serie 7- è la più sobria perché non decorata con intarsi di particolare pregio, mentre la serie 9- è la più decorata con intarsi in madreperla ed abalone). Inoltre le serie 3- e 4- si contraddistinguono per l'uso di vernici con effetto satinato per fondo e fasce, mentre salendo nella classificazione numerica delle serie troveremo delle finiture a base di vernici poliuretaniche lucide.
- La seconda cifra indica generalmente il numero delle corde della chitarra:  -1- se la chitarra è a sei corde e -5- se la chitarra è a dodici corde. In presenza del numero -2-, invece, si è in presenza di una chitarra con tavola armonica differente dall'abete massello o dal cedro massello, ma molto probabilmente in materiale identico a quello utilizzato per fondo e fasce.
- La terza cifra indica la forma del modello: -0 Dreadnought, -2 Gran Concert, -4 Grand Auditorium, -5 Jumbo, -6 Grand Symphony, -7 Grand Pacific (chitarra progettata da Andy Powers con nuova catenatura V-class bracing di serie), -8 Grand Orchestra[1].

Esempi:
- Taylor 712 presenterà fasce e fondo di Palissandro (7), sei corde (1) e avrà la cassa "Gran Concert" (2)
- Taylor 410 presenterà fasce e fondo di Ovangkol (4), sei corde (1)e avrà la cassa "Dreadnought" (0)
- Taylor 314 presenterà fasce e fondo di Sapele (3), sei corde (1) e avrà la cassa "Gran Auditorium"  (4)

### Altre sigle aggiuntive
- NS con corde in nylon stile chitarra classica
- K chitarre realizzate con legno di Koa
- T chitarre elettriche modello semi-acustiche
- C con spalla mancante
- CE con spalla mancante e chitarra dotata di sistema di amplificazione
- LTD chitarre "Limited Edition" a tiratura limitata e a produzione molto esigua nei numeri, che le rende di difficile reperibilità sul mercato
- Baby chitarra di piccolo formato sia cassa che diapason

## Come decifrare il numero seriale
All'interno di ogni chitarra, solitamente incollato sul fondo, si trova il cartoncino che certifica la provenienza della chitarra e quando è stata creata. Vediamo negli anni come è cambiato questa metodo di numerazione:

### 1974-1992
Inizialmente Le chitarre prodotte venivano numerate senza particolari riferimenti a modelli, data e provenienza:
- 1974 – Senza numero di serie
- 1975 – dal 10109 al 10146
- 1976 – dal 20147 al 20315
- 1977 – dal 30316 al [—]450
- 1978 – dal 451 al 900
- 1979 – dal 901 al 1300
- 1980 – dal 1301 al 1400
- 1981 – dal 1401 al 1670
- 1982 – dal 1671 al 1951
- 1983 – dal 1952 al 2445
- 1984 – dal 2446 al 3206
- 1985 – dal 3207 al 3888
- 1986 – dal 3889 al 4778
- 1987 – dal 4779 al 5981
- 1988 – dal 5982 al 7831
- 1989 – dal 7832 al 10070
- 1990 – dal 10071 al 12497
- 1991 – dal 12498 al 15249
- 1992 – dal 15250 al 17953

### 1993-1999

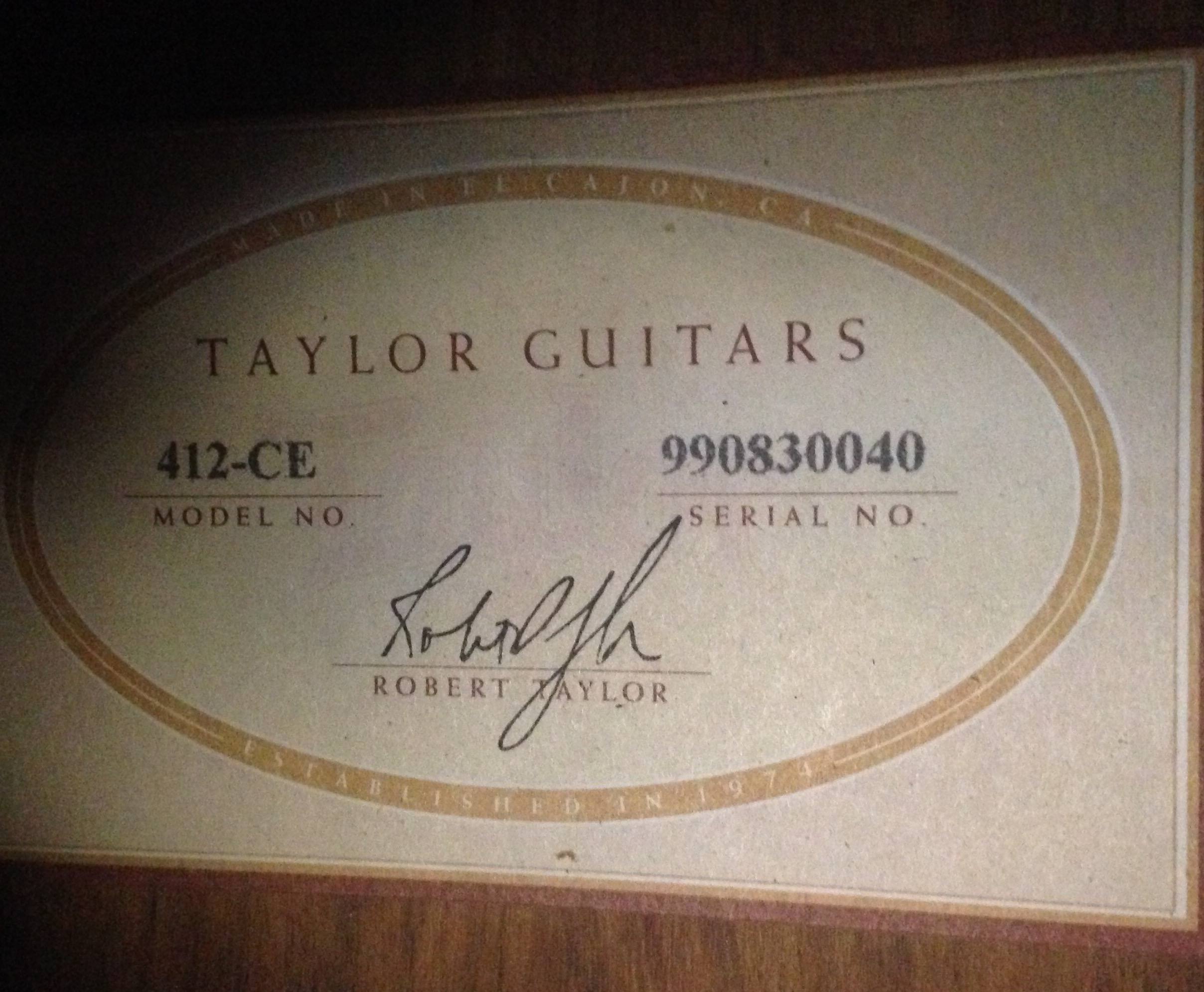
Numero di serie di una Taylor 412-CE del 30 Agosto 1999, quarantesima chitarra costruita in quel giorno

Il numero seriale diventa di 9 cifre e qui troviamo molti riferimenti in più:
Prendiamo per esempio alcuni numeri di serie di questo periodo:
- 980103004:  il (98) iniziale indica l'anno 1998, lo (01) successivo indica il mese quindi Gennaio, i numeri (03) indicano il giorno, lo (0) successivo indicava la serie 400 e per finire i numeri (04) indicava la quarta chitarra fatta in quel giorno.

Quindi la chitarra con questo numero seriale è stata costruita il 3 Gennaio del 1998 é una serie 400 e precisamente la quarta chitarra costruita quel giorno.
- 971018116:  il (97) iniziale indica l'anno 1997, il (10) successivo indica il mese quindi Ottobre, i numeri (18) indicano il giorno, lo (1) successivo indicava la serie 500 e per finire i numeri (16) indicava la sedicesima chitarra fatta in quel giorno.

Quindi la chitarra con questo numero seriale è stata costruita il 18 Ottobre del 1997 è una serie 500 e precisamente la sedicesima chitarra costruita quel giorno.
Il modello di chitarra, indicato dal settimo numero della serie numerica, venivano indicate in questo modo:
0 per la serie 300 e 400

1 per la 500, 600 e 700

2 per la 200

3 per la serie Baby e Big Baby

5 per la semi-acustica T5

7 per le chitarre in stile classico con corde in Nylon

8 per la serie 100

9 per l'elettrica SolidBody

### 2000-2009
Il numero seriale diventa di 11 cifre perché l'anno viene scritto al completo. Tutto il resto rimane invariato:
- 20000103201:  il (2000) iniziale indica l'anno 2000, le due cifre  (0 e 1)  dopo le prime quattro cifre, indicano il mese, quindi Gennaio, i numeri (0 e 3) indicano il giorno, il (2) successivo indicava la serie 200 e per finire i numeri (0 e 1) indicava la prima chitarra fatta in quel giorno.

### Dal 2009 in poi
I numeri diventano 10. Cambia ancora metodo di numerazione,  per poter indicare in quale Azienda è stata costruita la chitarra. Se la chitarra è costruita in California a El Cajon viene utilizzato il numero iniziale (1) oppure, per indicare che la chitarra è stata costruita nella fabbrica in Messico a Tecate, viene utilizzato il numero (2) .
Prendiamo per esempio alcuni numeri di serie di questo periodo:
- 1011029001:  il numero (1) iniziale indica il luogo di creazione, in questo caso El Cajon, lo (0) successivo indica la terza cifra dell'anno 2009, i numeri (11) indicano il mese quindi Novembre , i numeri (02) successivi indicano il giorno, il (9)  indica la quarta cifra dell'anno 2009 e per finire i numeri (001) indicava la prima chitarra fatta in quel giorno.

Dal 2017 Andy Powers, musicista e liutaio entrato nel gruppo Taylor Guitars nel 2011, lavora ad un progetto innovativo: quello di una nuova soluzione che avrebbe potuto rappresentare il miglior compromesso per ottenere dalle chitarre acustiche volume e sustain, senza che l'implementazione dell'uno andasse a scapito dell'altro, fenomeno che tendeva a verificarsi sino a quel momento in alcuni modelli di chitarre dalla tradizionale catenatura X-bracing. Così Powers, dopo approfonditi studi e verifiche, ispirato dalla sua passione per il surf (alla quale richiama spesso, presentando la sua nuova operazione), realizza la creazione di uno strumento con una nuova catenatura: inizia così il periodo in cui Taylor Guitars dà vita alla produzione di chitarre V-class bracing (con tavole rinforzate da una particolare catenatura a forma di V che si estende per tutta la lunghezza del top della chitarra) inizialmente introdotta in esclusiva sulla serie -17 (Grand Pacific), nuova forma di chitarra realizzata dallo stesso Powers per Taylor Guitars.
A tutt'oggi è in corso lo sviluppo della V-class bracing sulle altre serie del catalogo Taylor.